# Cantón Cañar
El Cantón Cañar es un cantón ubicado en la provincia homónima, su cabecera cantonal es la ciudad de Cañar, es el cantón más grande de la Provincia de Cañar y uno de sus siete cantones su población según el censo publicado por el INEC en el 2010 es 59.323 habitantes. Es una ciudad con importantes hallazgos Arqueológicos en el Ecuador, por el Complejo Arqueológico de  Ingapirca.

## Organización territorial
La ciudad y el cantón Cañar, al igual que las demás localidades ecuatorianas, se rige por una municipalidad según lo estipulado en la Constitución Política Nacional. La Municipalidad de Cañar es una entidad de gobierno seccional que administra el cantón de forma autónoma al gobierno central. La municipalidad está organizada por la separación de poderes de carácter ejecutivo representado por el alcalde, y otro de carácter legislativo conformado por los miembros del concejo cantonal. El Alcalde es la máxima autoridad administrativa y política del Cantón Cañar. Es la cabeza del cabildo y representante del Municipio.
El cantón se divide en doce parroquias, una urbana y once rurales, que pueden ser urbanas o rurales y son representadas por las Juntas Parroquiales ante el Municipio de Cañar.

### Parroquia urbana
- Cañar (cabecera cantonal)

### Parroquias rurales
- Chontamarca
- Chorocopte
- Ducur
- General Morales
- Gualleturo
- Honorato Vásquez
- Ingapirca
- Juncal
- San Antonio
- Ventura
- Zhud